# Cryptocephalus lateritius
Cryptocephalus lateritius är en skalbaggsart som beskrevs av Newman 1841. Cryptocephalus lateritius ingår i släktet Cryptocephalus och familjen bladbaggar. Inga underarter finns listade i Catalogue of Life.